# Lielahti
Lielahti (suédois : Lielax) est  quartier de la ville de Tampere en Finlande.

## Présentation
Lielahti faisait partie de Ylöjärvi avant d'être absorbée par Tampere en 1950.
Lielahti est à 7 kilomètres à l'ouest du centre-ville.

## Galerie

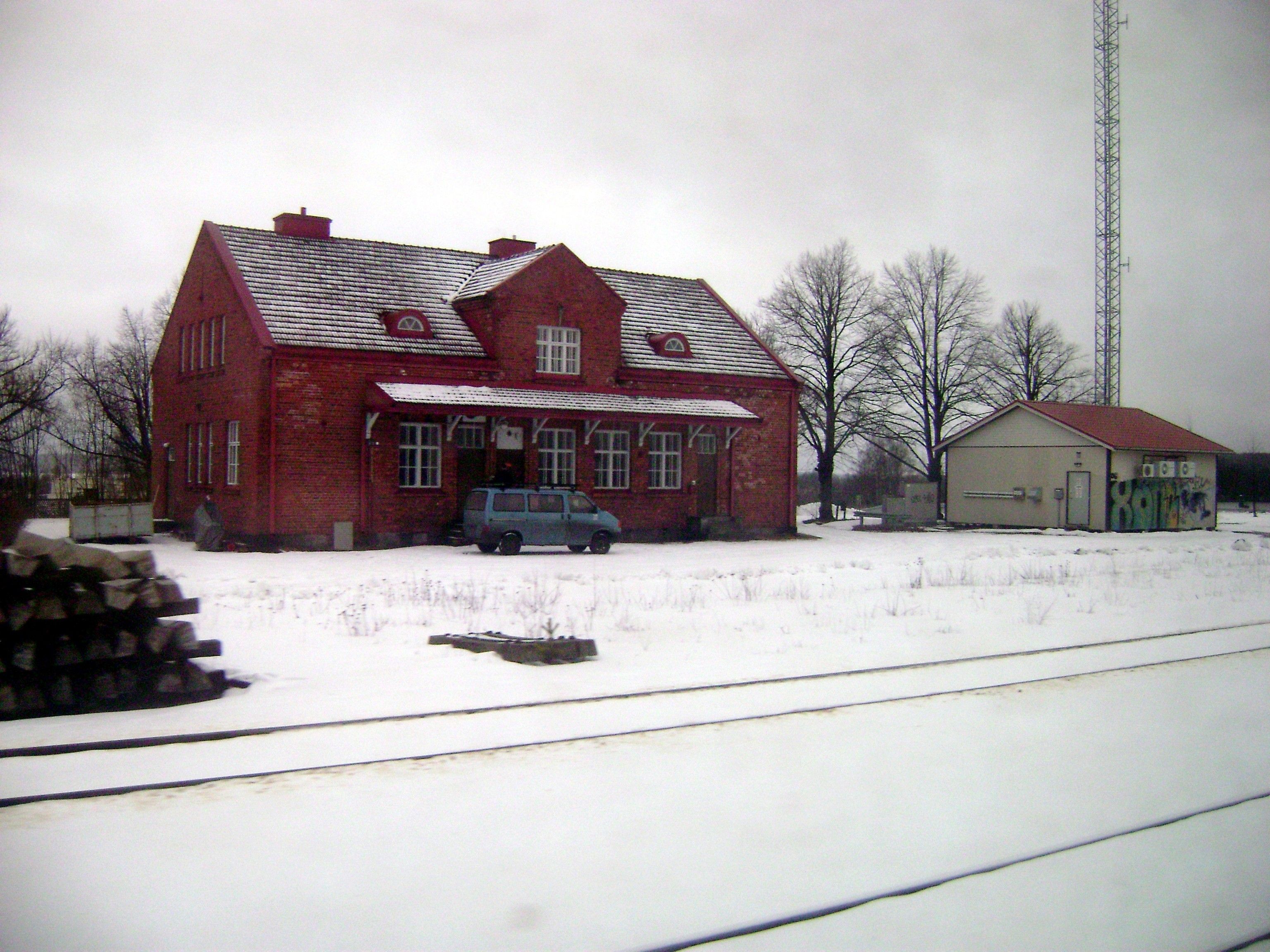
Gare de Lielahti.
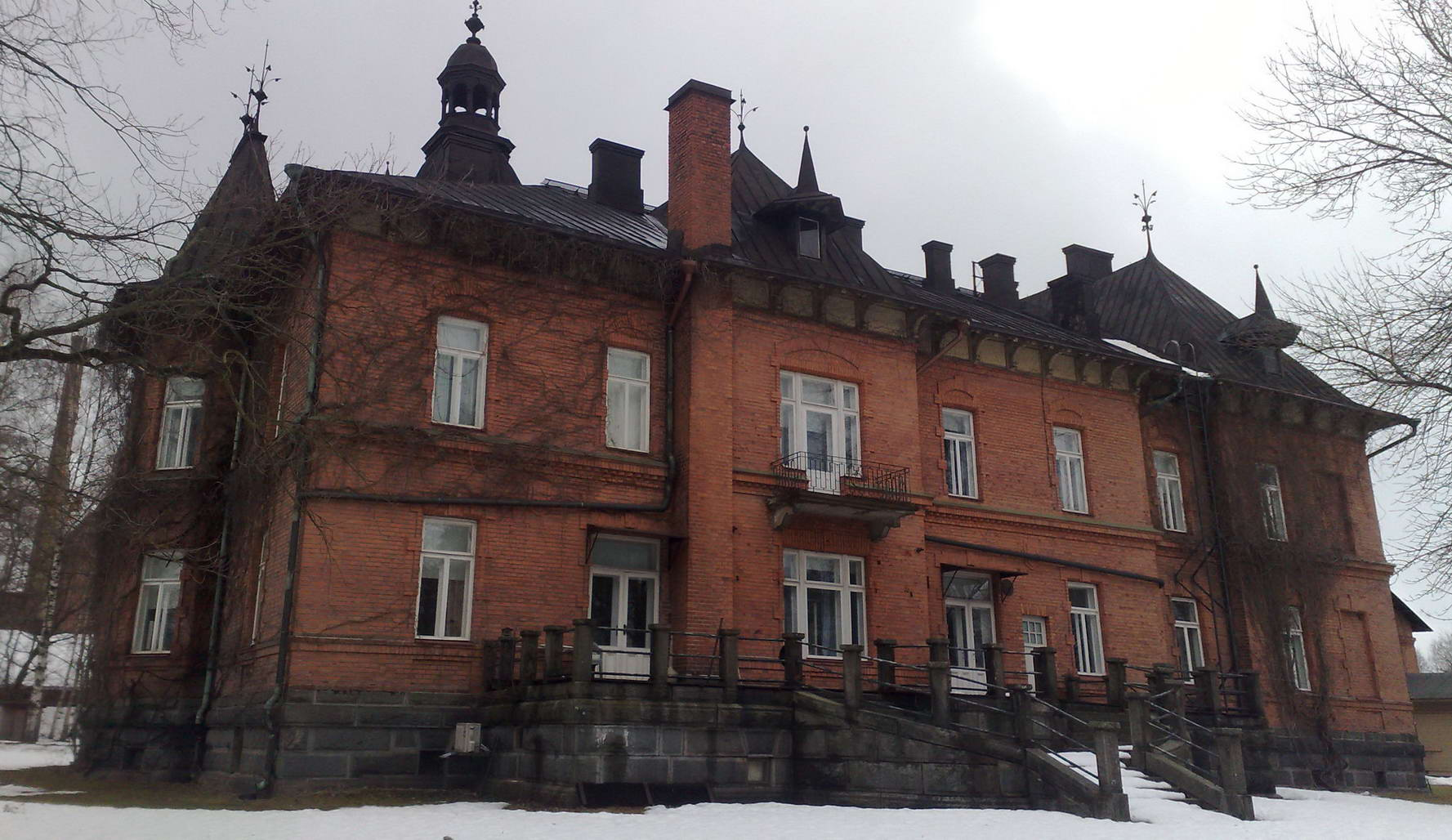
Manoir de Lielahti.